# (11970) Palitzsch
Pour les articles homonymes, voir Palitzsch.
(11970) Palitzsch est un astéroïde de la ceinture principale.

## Description
(11970) Palitzsch est un astéroïde de la ceinture principale. Il fut découvert le 4 octobre 1994 à Sormano par Piero Sicoli et Pierangelo Ghezzi. Il présente une orbite caractérisée par un demi-grand axe de 3,04 UA, une excentricité de 0,04 et une inclinaison de 4,2° par rapport à l'écliptique.

## Compléments